# Bernd Lipfert
Bernd Lipfert ist ein ehemaliger deutscher Basketballspieler.

## Laufbahn
Lipfert war ab dem Spieljahr 1977/78 Mitglied des USC Heidelberg in der Basketball-Bundesliga. In seinem ersten USC-Jahr wurde der Flügelspieler mit der Mannschaft deutscher Pokalsieger sowie Vizemeister. 1980 stieg er mit Heidelberg aus der Bundesliga ab und in der Saison 1980/81 gleich wieder auf. Im Frühjahr 1982 musste Lipfert mit dem USC den erneuten Bundesliga-Abstieg hinnehmen. Abermals gelang ihm mit seinen Mannschaftskameraden der direkte Wiederaufstieg: Die Hauptrunde der 2. Bundesliga Süd im Spieljahr 1982/83 und die Aufstiegsrunde wurden jeweils auf dem ersten Platz abgeschlossen. Lipfert verließ den USC Heidelberg anschließend in Richtung TSV Speyer, kehrte aber zur Bundesliga-Saison 1984/85 zum USC zurück. Im Frühjahr 1985 verfehlte Lipfert mit den Heidelbergern den Klassenverbleib in der höchsten bundesdeutschen Liga. Er spielte noch bis 1988 für den USC in der 2. Bundesliga. Als Trainer betreute Lipfert die Damen von KuSG Leimen.